# جوناس دا سيلفا سانتوس
جوناس دا سيلفا سانتوس (مواليد 20 فبراير 1998) هو لاعب كرة قدم برازيلي.

## وصلات خارجية
- جوناس دا سيلفا سانتوس على موقع رابطة كرة القدم اليابانية للمحترفين (اليابانية)
- جوناس دا سيلفا سانتوس على موقع Soccerway.com (الإنجليزية)
- جوناس دا سيلفا سانتوس على موقع عالم كرة القدم.نت (الإنجليزية)